# 川村驥山

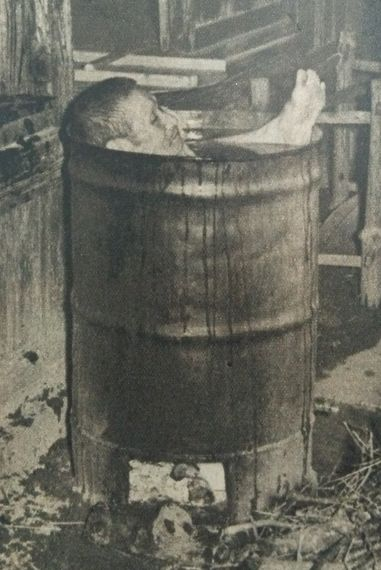
1948年

川村 驥山（かわむら きざん、1882年5月20日 - 1969年4月6日）は、日本の書家。日本芸術院会員。本名は川村慎一郎、別号に酔仏居士、酔驥、長嘯庵主人などがある。静岡県袋井市生まれ。 
父は漢学者の川村東江。父より漢学を学び、書道を太田竹城に学んだ。

## 略歴
- 1894年、孝経全文暗書に明治天皇の天覧を受ける。
- 1909年－1913年、内閣賞勲局に勤務。
- 1913年、書道研究のため中国に渡る。
- 1931年、再度中国に渡る。
- 1932年、東方書道会を結成。
- 1941年－1944年、北京に滞在。
- 1948年、日展審査員となる。
- 1951年、日本芸術院賞受賞[1]。
- 1952年、日展運営会参事就任。
- 1958年、日展評議員就任。
- 1962年、芸術院会員、日展理事に就任。驥山館開館。
- 1965年、勲三等瑞宝章受章。
- 1969年、4月6日死去。従四位を追贈される。

## 逸話
昭和の剣聖と言われた中山博道に書道を教えた。

## 刊行物
- 「驥山狂草飲中八仙歌」 五禾書房 1962年（昭和十六人集）
- 「驥翁自適帖」 二玄社 1965年